# Мухтар Май
Мухтаран Бібі (Панджабі, урду مختاراں بی بیمختاراں بی بی, народилася 1972, відома як Мухтар Май, урду مختار مائیمختار مائی) пакистанська правозахисниця. У червні 2002 року пережила групове зґвалтування як форму помсти честі, за наказом племінної ради місцевого клану Мастой Балоч, який був багатшим і могутнішим від її клану Татла.
Хоча звичай вимагав, щоб вона покінчила життя самогубством після зґвалтування, Мухтаран заговорила, і справу підхопили як вітчизняні, так і міжнародні ЗМІ. 01 вересня 2002 року суд засудив 6 чоловіків (включаючи 4 ґвалтівників) до смертної кари за зґвалтування. У 2005 році Високий Суд Лахору виправдав 5 із 6 засуджених і пом'якшив покарання для шостого до довічного ув'язнення у зв'язку із недостатністю доказів. Мухтаран подала апеляцію, Верховний Суд призупинив виконання рішення і провів апеляційні слухання. В 2011 році Верховний Суд виправдав обвинувачуваних.
Хоча безпека Мухтаран, її родини та друзів була в небезпеці, вона продовжила боротьбу за права жінок. Вона заснувала Організацію Мухтар Май для жіночого благополуччя, з метою забезпечення допомоги і освіти пакистанських жінок і дівчат. У квітні 2007, Мухтар Май отримала нагороду Північ-Південь від Ради Європи. У 2005 році журнал "Glamour" назвав її "жінкою року". Нью-Йорк Таймс назвав її автобіографію №3 бестселлером у Франції. Однак, 8 квітня 2007 року, Нью-Йорк Таймс повідомила, що Мухтар Май живе в страху за своє життя від пакистанського уряду і місцевих феодалів. Генерал Первез Мушарраф, колишній президент Пакистану, зізнався у своєму особистому блозі , що він наклав обмеження на рух Мухтар Май у 2005 році, оскільки боявся, що від її роботи і розголосу, який вона отримує, постраждає міжнародний імідж Пакистану.

## Справа про зґвалтування
12-річний брат Май, Абдул Шакур, був викрадений та зґвалтований трьома чоловіками клану Мастой. Коли хлопчик відмовився мовчати про те, що трапилося, його тримали в ув'язненні в будинку Абдула Халіка, члена клану Мастой. Коли приїхала поліція, щоб провести розслідування, Шакур був звинувачений в романі з сестрою Халіка, Сальмою Насін, якій на той час було майже 30. Шакур був заарештований за звинуваченням в перелюбі, але пізніше звільнений. Пізніше в ході судового процесу ґвалтівники Шакура були визнані винними в содомії і засуджені до 5 років позбавлення волі.
Рада племені Мастой провела розгляд справи щодо роману Шакура з Насін. Вони прийшли до висновку, що Шакур повинен одружитися з Насін, а Май повинна одружитися з чоловіком з клану Мастой. Жителі села відкинули цей висновок через переконання, що перелюб повинен бути покараний перелюбом. Май покликали, щоб вона вибачилася перед радою Мастой за дії її брата. Коли Май приїхала, її затягнули в найближчу хату, де вона зазнала групового зґвалтування 4 чоловіками, в той час як 10 людей спостерігали. Після зґвалтування її провели оголену через все село. Пізніше її одяг був представлений в якості доказу в суді після медичного обстеження Мухтаран і хімічного аналізу її одягу, на якому були виявлені щонайменше два зразки сперми.

## Висвітлення у ЗМІ
У наступні дні історія стала головною новиною в Пакистані, і залишалася такою протягом місяця. 03 липня Бі-бі-сі підхопив цю історію. В журналі Time опублікували статтю про випадок в середині липня.